# Wing Commander
Wing Commander (с англ. — «командир крыла») — медиафраншиза, основанная на серии компьютерных игр в жанре симулятора космических кораблей студии Origin Systems, включающая созданные по их мотивам мультсериал, фильм, коллекционную карточную игру и серию романов.

## Вселенная Wing Commander

#### Килрати (Килрафи)
Главная раса-антагонист практически всех произведений серии, гуманоиды, внешне напоминающие земных кошек, но прямоходящие, ростом чуть выше человеческого. Общество Килрати построено по клановому принципу. Политическое устройство — империя. Религия канонизирует хищнические инстинкты далёких предков Килрати.
По мнению журнала Мир фантастики, Килрати обнаруживают некоторое сходство и параллели с Кзинами из вселенной «Мир-Кольцо» Ларри Нивена, в том числе и в развитии военного конфликта, расписанного в произведении Войны людей и кзин.
Что касается происхождения названия, то согласно одной версии, «Kilrathi» звучит как «Kill rathi», что может быть истолковано как «Kill rats» (убийство крыс). По другой же версии, «Kilrathi» происходит от «Kill wrath», что означает «убийственная ярость».

#### Прочие
- Black Lance — главный антагонист игры Wing Commander IV, тайная организация людей (преимущественно генно-модифицированных), созданная отдельными членами высшего руководства Вооруженных Сил Земной Конфедерации по окончании войны с Килрати, как элитный отряд для противостояния будущим угрозам.
- Firekkan Planetary Alliance — союзник людей в сюжете Wing Commander Secret Missions 2 the Crusade, прямоходящие пернатые ростом выше человеческого.
- Union of Border Worlds (Союз Пограничных Миров) — альянс звёздных систем, богатых ресурсами, но слабо приспособленных к проживанию, находящихся на границе областей влияния Земной Конфедерации и Империи Килра, населенных преимущественно людьми, но не входящих формально в Земную Конфедерацию.
- Нефилим — главная раса-антагонист в играх Wing Commander: Prophecy и Wing Commander: Secret Ops, появление которых было предсказано в древнем пророчестве Килрати. Вероятно, эта же раса упоминается в игре Wing Commander III: Heart of the Tiger как Манту, а в игре Wing Commander: Privateer как Стелтек

## Сюжет
Основная трилогия, известная также как «Kilrathi Saga», посвящена войне между Земной Конфедерацией и Империей Килра. Помимо основной трилогии, этот сюжет также является общим и для Wing Commander: Privater и Wing Commander: Armada, а также для фанатской, но официально признанной Wing Commander Saga.
Wing Commander IV: The Price of Freedom посвящена чуть было не разгоревшейся войне между Земной Конфедерацией и Союзом Приграничных Миров.
Wing Commander: Prophecy посвящена тому, что победившие люди вживую столкнулись с древним пророчеством Килрати из священной «Книги Сивара», предрекавшей пришествие врага.
События Wing Commander: Privateer 2: The Darkening происходят через столетие после войны с Килрати, а местом действия является удалённый звёздный сектор.

## История создания
Серия игр и франшиза Wing Commander берут своё начало в 1990 году, когда вышла игра Wing Commander I.
I wanted the WC universe to be immersive — an aletrnate reality with no hint that it was a game at all
(Я хотел, чтобы вселенная WC была бы с эффектом присутствия — альтернативной реальностью без намёков на то, что это всего лишь игра)Крис Робертс
В первоначальной версии игра должна была называться «Squadron» («Эскадрилья»), а государство людей являлось Империей.
Крис Робертс — ведущий дизайнер, продюсер и программист, также создал Freelancer, его брат Эрин Робертс — создатель AI и тестировщик, также создал Privateer и Strike Commander, в последующем — Starlancer и Freelancer.
В 1992 году студия Origin Systems была куплена Electronic Arts за $30 миллионов. Одной из целей продажи была поддержка игр, находившихся на тот момент в разработке Wing Commander: Privateer, Wing Commander III: Heart of the Tiger и Ultima II: The Revenge of the Enchantress.
Свои причины ухода из Origin после создания Wing Commander IV: The Price of Freedom, Крис Робертс объяснял тем, что «перегорел, создавая WC снова и снова…» (англ. I was burned out in creating WC again and again...).
«The Darkening», известная как «Wing Commander: Privateer 2: The Darkening», изначально проектировалась как игра, не относящаяся к серии Wing Commander, но затем было принято маркетинговое решение привязать игру ко вселенной Wing Commander в качестве второй игры серии Privateer.

## Критика и отзывы
Согласно мнению журнала Мир фантастики, серия Wing Commander не просто вошла в топ «100 лучших фантастических игр», а была признана как «Эталон симулятора». Wing Commander III: Heart of the Tiger была названа в качестве «стандарта качества», а Wing Commander IV: The Price of Freedom названа «лебединой песней» всей серии.
Игромания назвала серию Wing Commander «главным кинотриумфом игровой индустрии 90-х». Wing Commander III: Heart of the Tiger была названа стирающей границу между игрой и киноискусством. Особой похвалы также удостоилась Wing Commander IV: The Price of Freedom, которую Игромания назвала «квинтэссенцией» идей создателя серии Wing Commander, заодно назвав её «игрой настолько близкой к его любимым „Звёздным войнам“, насколько позволяли технологии конца прошлого века».
Журнал Лучшие компьютерные игры отметил, что именно игры серии Wing Commander положили начало существующей и ныне в жанре космический симулятор традиции «бороться» с космической физикой путём внесения эффектов, присущих полёту в атмосфере, а не в космосе. Вместе с тем, ЛКИ и 3DNews отмечают, что игра получилась очень зрелищной — «кинематографичной», дающей игроку почувствовать себя героем фильма с красивыми спецэффектами и увлекательным сюжетом.
Журнал Навигатор игрового мира оценил Wing Commander III: Heart of the Tiger как Золотую, а Wing Commander IV: The Price of Freedom как Платиновую. Лучшей же игрой в серии он назвал Wing Commander: Privateer. А худшей — Wing Commander: Privateer 2: The Darkening, жёстко раскритиковав её за недоработанность и в особенности — за несбалансированность, а также за очень слабую сюжетную связь с другими играми серии, вместе с тем отметив в ней наличие «хороших идей под ворохом плохих». Wing Commander: Prophecy удостоилась похвалы за улучшенную физическую модель, придавшую «эстетичность и отточенность», а также была названа «практически первой игрой серии, в которой ощущались масштабы и мощь капшипов», однако сюжет Prophecy был оценён как «незатейливо простой».
По мнению британского журнала PC Zone Wing Commander оказал влияние на все последующие игры жанра космосимулятор, включая даже X-Wing. Самой лучшей игрой в серии был назван Wing Commander IV: The Price of Freedom, который также, по оценке журнала на 2005 год, являлся самой дорогой игрой в истории создания игр, и превосходил по бюджету большую часть Голливудских фильмов 1996 года.

## Космосимуляторы

### Физическая модель

Классический геймплей

Игры серии Wing Commander представляют собой классику жанра космический симулятор, во многом определив его каноны. Особенностью серии является аркадная физика полёта (традиционно объясняемая в игре наличием у истребителей «гасителей инерции» — англ. inertial dampeners) в сочетании с проработанными техническими характеристиками космической техники. Так например, в игре Wing Commander: Armada бронирование и щиты различаются по носу, бортам и корме, а манёвренность подразделяется на рысканье, тангаж и крен. А сам истребитель состоит не из абстрактных хит-пойнтов, а из различных систем со своими собственными процентами повреждений, таких как двигатели, топливная система, аккумуляторы, система регенерации щитов, система авторемонта, радар, системы вооружения и так далее. Кроме того, выстрел из оружия долетает до цели не мгновенно, и требует упреждения, которое помогает брать англ. Inertial Targeting and Tracking System (Система Инерционного Отслеживания и Прицеливания). При этом необходимое упреждение для разных видов оружия отличается, так например в Wing Commande: Privateer существуют упреждения для восьми типов оружия (нейтронной пушки, мезонного бластера, импульсной ионной пушки, масс-драйвера, ускорителя частиц, лазера, плазменной пушки и тахионного бластера). Что показательно, в первом Wing Commander повреждения, полученные истребителем в бою, отражались и на видеоролике, демонстрирующем посадку судна на борт.
Если в первом Wing Commander крупные корабли представляли собой мишень с хит-пойнтами, то в позднейших играх зональной стала и система повреждений больших кораблей, представленных не одним общим абстрактным life-barом, а состоящим из отдельных частей, таких как орудийные и ракетные башни, генераторы щитов, командный мостик, двигатели и т. д. Помимо этого, в Wing Commander II: Vengeance of the Kilrathi щиты крупных кораблей (англ. capital ship) были уязвимы только для торпед, а между обычными истребителями и торпедоносцами наблюдались заметные различия в манёвренности и скоростных характеристиках. Но затем в Wing Commander III: Heart of the Tiger крупные корабли вновь стали узявимы для ракет и пушек. В Wing Commander: Prophecy щитами, уязвимыми лишь для торпед и малоуязвимыми для прочего оружия, защищены критически важные узлы — капитанский мостик и двигатели. Что показательно, в Wing Commander: Prophecy крупные корабли класса англ. capital ship были сделаны не просто большими, а колоссальными, и даже появились специальные миссии, посвящённые атаке циклопических кораблей, ощетинившихся множеством зениток. Что получило от Навигатора Игрового Мира оценку «практически первая игра серии, в которой ощущались масштабы и мощь капшипов».
«Визитной карточкой» Wing Commander, по мнению Навигатора Игрового Мира, является активное использование форсажа во время битв. В Wing Commander: Prophecy появился учёт массы и ускорения космического корабля, оказывающих заметный эффект при резком маневрировании с включённым форсажем или твердотопливным ускорителем. Особенно при выполнении манёвра, известного в серии Wing Commander как «afterburner slide» («форсажное скольжение») или «Shelton slide» («скольжение Шелтона»), при выполнении которого пилот, разогнавшись до максимальной скорости, включал форсаж, а затем мог, повернувшись, «скользить» некоторое время боком. Более того, по мнению Навигатора Игрового Мира, именно в Wing Commander: Prophecy бои отличаются особой «эстетичностью и отточенностью». Подобная атака, а также классическая тактика «сесть на хвост», стимулируется ещё и тем, что попытка лобовой атаки часто грозит быстрой потерей лобовых щитов от встречного огня противника.

### Прочие особенности игрового движка
В первом Wing Commander «модель истребителя» на самом деле представляла параллелепипед с нарисованным на нём истребителем.
Начиная с Wing Commander: Armada серия игр перешла на настоящие полигональные модели истребителей.
Одной из особенностей движка Wing Commander: Prophecy является то, что корабли собраны в базу данных, состоящую из таких общих свойства корабля, как вооружение, щиты, двигатель и т. п., соединённых с файлами, содержащими как его внешний вид, так и дополнительные свойства.

### Сюжет и актёры

Сюжетные линии первого Wing Commander: синим цветом обозначены победы, красным — поражения.

Особенностью геймплея также является нелинейность кампании. Так, например, в первом Wing Commander сюжет состоял из нелинейно связанных между собой сюжетных арок, каждая из которых именовалась в соответствии со звёздным сектором, в котором происходили события, и состояла из трёх миссий, а дальнейшее движение игрока по сюжету зависело от соотношения выигранных и проигранных миссий в сюжетной арке. Во втором Wing Commander сюжет стал включать романтическую историю, а в третьем появился любовный треугольник с альтернативными концовками. Помимо этого, второй Wing Commander включал элементы шпионского детектива, в котором было необходимо выявить вражеского агента.

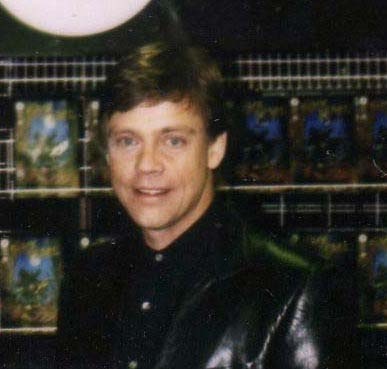
Марк Хамилл — актёр, сыгравший главного героя в Wing Commnader III и IV, известный тем, что ранее сыграл роль Люка Скайуокера.
(в Wing Commander: Prophecy он также появляется в качестве того же самого персонажа — ставшего уже полковником, но уже не являющегося главным героем)

Основной формой подачи сюжета были различные видеоролики (сначала мультипликационные, а начиная Wing Commander III: Heart of the Tiger и с живыми актёрами), посвящённые различным событиям, таким как брифинг перед вылетом или награждение медалью. Примечательно, что роль главного героя играл Марк Хамилл, известный ролью Люка Скайуокера в фильме «Звёздные войны». В видеороликах также сыграли актёры Джон Рис-Дэвис, Томас Уилсон, Малкольм Макдауэлл, Джош Лукас, Джинджер Линн. Но помимо этого, в перерывах между миссиями игрок мог по собственному желанию зайти в бар на корабле и побеседовать с другими персонажами на свой выбор, а в поздних играх серии имелись и другие доступные помещения с NPC. Результатом беседы могла явиться как сюжетная информация, так и советы по тактике и пилотированию, и даже пари или дуэль на симуляторе (который можно посетить и в тренировочных целях). Однако во втором Wing Commander вместо бара со свободным выбором собеседника присутствовала кают-компания, при посещении которой запускался сюжетный диалог или видеоролик, а в Wing Commander: Prophecy улучшенная «боёвка» оказалась скомпенсированной упрощением небоевой части геймплея — из диалогов с выбранным персонажем исчез выбор фраз во время беседы, а сам сюжет стал более линейным.
В первом Wing Commander, в отличие от последующих, напарники могли погибнуть в любой из миссий (в более поздних играх они обычно успевают катапультироваться, если сюжетная линия не предусматривает возможности его гибели).
В третьем появились наземные миссии.

### Хронология серий
- Wing Commander: The Kilrathi Saga (PC, 1996) — переиздание оригинальной трилогии:
  - Wing Commander I: Vega Campaign (PC, Amiga, SNES, Sega CD, 1990)
    - Wing Commander: The Secret Missions (PC)
    - Wing Commander: The Secret Missions 2: Crusade (PC)
    - Super Wing Commander (MAC, Panasonic 3DO) — переиздание на обновлённом движке

  - Wing Commander II: Vengeance of the Kilrathi (PC, 1991)
    - Wing Commander II: Vengeance of the Kilrathi: Special Operations 1 (PC)
    - Wing Commander II: Vengeance of the Kilrathi: Special Operations 2 (PC)
    - Wing Commander: Academy (PC) — редактор миссий

  - Wing Commander III: Heart of the Tiger (PC, MAC, PlayStation, Panasonic 3DO, 1994)
- Wing Commander IV: The Price of Freedom (PC, MAC, PlayStation, 1996)
- Wing Commander: Prophecy (PC, GBA, 1997)
  - Wing Commander: Secret Ops (PC, 1998)

### Торговые космосимуляторы
В отличие от основной серии игр Wing Commander, являющихся практически полной противоположностью такой классической игре, как Elite, игры серии Wing Commander: Privateer близки к ней по духу свободы.
По мнению 3DNews, Wing Commader: Privateer на момент своего выхода был не просто продолжателем традиций жанра, сформированных Elite, а «стал новым эталоном для игр такого плана».
Навигатор Игрового Мир называет Wing Commader: Privateer — «непреходящей классикой жанра».
Иногда в качестве своеобразного продолжения серии Wing Commander: Privateer называются Starlancer и Freelancer.
Несмотря на отличие в жанре от основной серии, геймплей игр наследует традиционный для серии Wing Commander бар для пилотов, в котором игрок может свободно беседовать с другими персонажами, получая информацию, советы и задания.
- Wing Commander: Privateer (PC, 1993)
  - Wing Commander: Privateer: Righteous Fire (PC)
- Wing Commander: Privateer 2: The Darkening (PC)

### Стратегии
Главную роль в стратегии игры играет огромный корабль-матка, скромно именующийся просто «авианосцем», хотя без него в игре не может быть не только колонизирована ни одна планета, но и не может быть построена (или снесена) ни одна постройка на уже колонизированной планете (для апгрейда матка не требуется). Более того, победа или поражение в игре определяется по уничтожению этого корабля. Помимо истребителей и оборудования для строительства и колонизации, матка имеет свой собственный склад ресурсов, расходуемых при строительстве и колонизации.
В связи с тем, что «авианосец» всего один, истребители способны совершать дальние межзвёздные перелёты самостоятельно — без авианосца. Все межзвёздные перелёты осуществляются по гиперпространственным туннелям.
Планета считается колонизированной, если на ней имеется хотя бы одна из следующих построек: 
 ·  шахты (Mines)
 ·  космическая верфь (Shipyard)
 ·  звёздная крепость (Fortress)

Каждая из них строится и сносится «авианосцем» (кораблём-маткой); кроме того, постройки могут быть разрушены вражеским флотом. Планета, на которой не осталось ни одной постройки (упомянутого типа), считается покинутой.
- Wing Commander: Armada (PC)
  - Wing Commander: Armada: Proving Grounds (PC)

### Отменённые игры

Скетч к Wing Commander: Privateer Online/Wing Commander: Online на основании которого было сделано предположение о наличии в игре кастомизации космического корабля

По версии Игромании: разработка третьей части серии Privateer — Wing Commander: Privateer 3: Retribution — началась в 1998 году, но затем в 1999 году после провала фильма, и последующего увольнения Нила Янга снятого Electronic Arts с поста руководителя Origin Systems, была начата переделка в Wing Commander: Privateer Online или просто Wing Commander: Online. Однако, на следующий год, в 2000 году, проект был закрыт и отменён в пользу Earth & Beyond, а команда разработчиков присоединилась к Star Wars: Galaxies.
По версии Навигатора Игрового Мира в 1998 году началась одновременная разработка Wing Commander: Privateer 3 и мультиплеерной Wing Commander: Strike Team с возможностью кооператива, которые было вскоре решено объединить в Wing Commander Online. После провала фильма весной 1999 года, проект был закрыт, а Нил Янг — уволен, но через несколько месяцев проект снова воскрес под названием Wing Commander: Privateer Online, чтобы вновь оказаться закрытым в 2000 году. Причиной отмены явились Earth & Beyond и тоже впоследствии отменённая Ultima Online 2. Команда разработчиков присоединилась к Star Wars: Galaxies.
Что касается геймплея, то по некоторым слухам игра ожидалась подобной Star Wars Galaxies, которая на тот момент не имела космических полётов и боёв. По другим же, помимо наземных приключений в духе Ultima, ожидались также и традиционные для Wing Commander космические бои. Более того, на основании некоторых скетчей делался вывод о возможной поддержке полной кастомизации космического корабля игроком путём сборки своего корабля из различных деталей.
Иногда в числе отменённых игр называют Wing Commander VI и Wing Commander VII на основании неподтверждённых данных о том, что Wing Commander: Prophecy (неофициально именуемая «Wing Commander V») являлась началом новой трилогии.

### Игры от фанатского сообщества
Wing Commander: Privateer Gemini Gold на движке Vega Strike.
22 Марта 2012 года вышла игра Wing Commander Saga: the Darkest Dawn, получившая официальное признание от правообладателя Electronic Arts в качестве игры, официально входящей в серию игр «Wing Commander».

## Аркады
- Wing Commander Arena (Xbox 360)

## Карточная игра
Примерно через год после Wing Commander III: Heart of the Tiger, в 1995 году, вышла также и коллекционная карточная игра.

## Фильм
Провалился в прокате, получив негативные оценки как от фанатов игры, так и от критиков.
По воспоминаниям Навигатора Игрового Мира, первые сомнения у фанатов возникли, когда был обнародован относительно скромный для блокбастера бюджет в $50 млн. На деле же бюджет составил ещё меньше — $30 млн, и фильм, провалившись в прокате, смог собрать немногим более $11 млн. В числе актёров, игравших в фильме, отметился и сам Крис Робертс — в качестве камео, он сыграл эпизодическую роль одного из пилотов. Как 3DNews, так и Навигатор Игрового Мира высоко оценили игру Чеки Карио, сыгравшего «Паладина». Но их мнения по поводу игры Мэттью Лилларда, сыгравшего пилота с позывным «Маньяк», резко разошлись, и если Навигатор Игрового Мира назвал его игру отличной, то по мнению 3DNews актёр постоянно переигрывал.
3DNews охарактеризовал замену Марка Хамилла на Фредди Принца младшего следующими словами: «трудно было найти более неподходящего актёра на роль Блэйра, чем Фредди Принц Мл.». Навигатор Игрового Мира, в целом, более благосклонно оценил кастинг актёров, но и он назвал выбор Фредди Принца на главную роль «непоправимым вредом фильму», и даже эмоционально отразил мнение фанатов Wing Commander, назвав актёра «губастым отродьем».
Игромания отметила, что Килрати в фильме не просто отличаются от канона, но и полностью облысели, потеряв не только свои знаменитые львиные гривы, но и весь свой мех. По мнению же 3DNews, Килрати «показаны пунктирно», и большую часть фильма зритель их просто не видит.
Особой критики удостоились и кардинальные изменения в сюжете, прямо противоречащие сюжету серии игр. Так, например, особо массированной критике подверглось введение в сюжет ранее не упоминавшейся загадочной расы людей — пилигримов («Ты — один из последних представителей вымирающей расы. Пилигримы были первыми исследователями Космоса и первыми поселенцами. На протяжении пяти веков они бросали вызов Судьбе. Они стремились к Космосу и за это были вознаграждены даром безупречного умения ориентироваться. Они чувствовали магнитные поля, создаваемые квазарами и чёрными дырами, использовали их особенности себе во благо, перемещались не только среди звезд и в пространстве, но и во времени!»), чьим потомком вдруг оказался главный герой.
Что касается оценки режиссёрской работы, то 3DNews сравнил Криса Робертса с Тарасом Бульбой, который сам породил и сам убил, так как именно Крис Робертс создал (ещё в качестве геймдизайнера) феномен Wing Commander, а затем приложил руку к созданию роскошных видеороликов.
Игромания же про него написала, что он «наступил на все грабли, на которые только мог».

## Мультсериал
13-серийный американский мультсериал с манерой рисования, стилизованной под аниме, рассказывает о той поре, когда Кристофер Блэр с позывным «Бродяга» и Тодд Маршал (позывной «Маньяк») были ещё кадетами, только начавшими свою службу на авианосце «Tiger’s Claw» («Коготь Тигра»).

## Книги
Игромания высоко оценила новеллизации Wing Commander, похвалив «Полёт к свободе», «Сердце тигра» и «Цена свободы» за возможность взглянуть на события с другой стороны. Похвалы также удостоились спин-оффы «Расплата», «Битва флотов», «Action Stations» и «False Colors». А вот трилогия, написанная Питером Телепом по провалившемуся в прокате фильму и состоящая из книг Wing Commander, Pilgrim Stars и Pilgrim Truth, была названа посредственной. Навигатор Игрового Мира назвал «весьма умным» отказ издателя от публикации последней книги новеллизации фильма — «Pilgrim Truth».
Оригинальная трилогия
- Wing Commander: Freedom Flight
- Wing Commander: Heart of the Tiger
- Wing Commander: The Price of Freedom

Спин-оффы
- Wing Commander: Fleet Action
- Wing Commander: End Run
- Wing Commander: Action Stations
- Wing Commander: False Colors

Новеллизация фильма
- Wing Commander (новеллизация фильма)
- Wing Commander: Pilgrim Stars
- Wing Commander: Pilgrim Truth